# 秋林集団

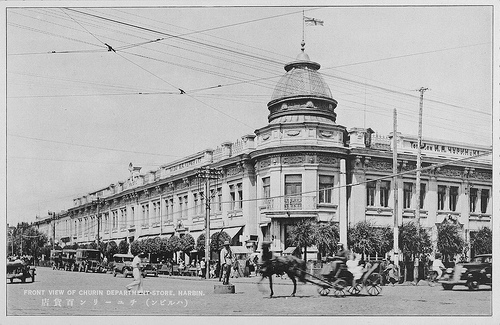
ハルビン市の秋林百貨店（往時）

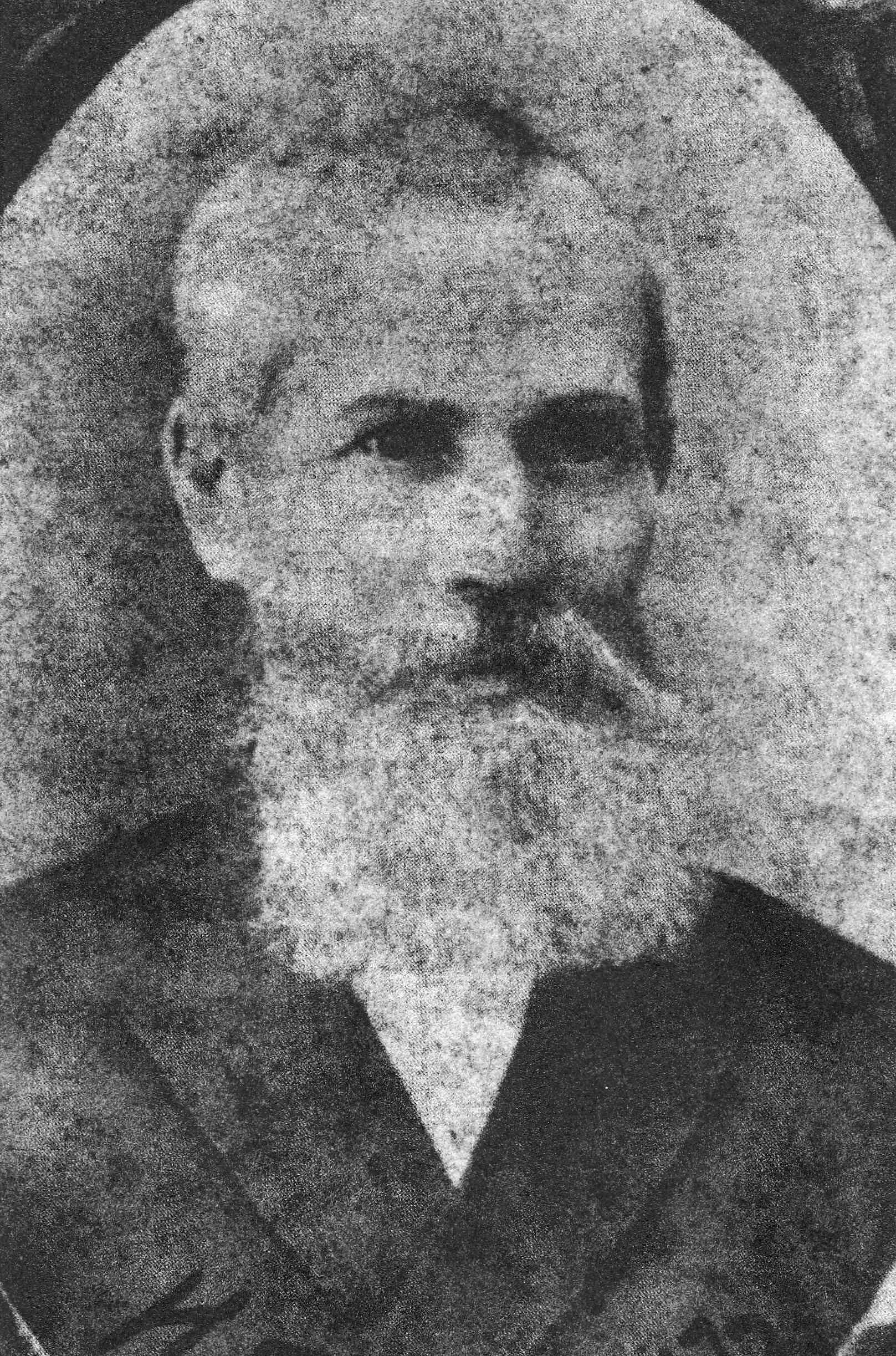
創業者：イヴァン・ヤコヴレヴィチ・チューリン

秋林集団（しゅうりんしゅうだん）またはチューリン百貨店（ひゃっかてん）とは中国黒竜江省のハルビン市に本部を置く商業会社で、1908年にロシア人のイヴァン・チューリンが「秋林洋行」をハルビンで作り、その後日本、中国に経営が渡った老舗の企業である。

## 歴史
イヴァン・チューリン（Ivan Yakovlevich Churin、1833年10月16日 - 1895年4月30日、中国名：伊万·雅阔列维奇·秋林）はロシア・イルクーツクの人で、1867年にニコラエフスク・ナ・アムーレで店を開き、1882年にハバロフスクでチューリン会社（Churin & Co./Чурин и Ко）を作っている。東清鉄道の開設で、チューリン会社は1900年に中国ハルビンにも進出して秋林洋行を作って（現在あるビルは竣工が1904年）、その後旅順、営口などへも進出した。
1917年のロシア革命後は、1923年にハルビンへ本拠を移し、1930には大連、奉天、長春、四平、吉林、黒河、ハイラルにも支店を持って発展している。しかし1937年には香港上海銀行の管理下になり、1941年には日本の統治下で秋林株式会社となった。

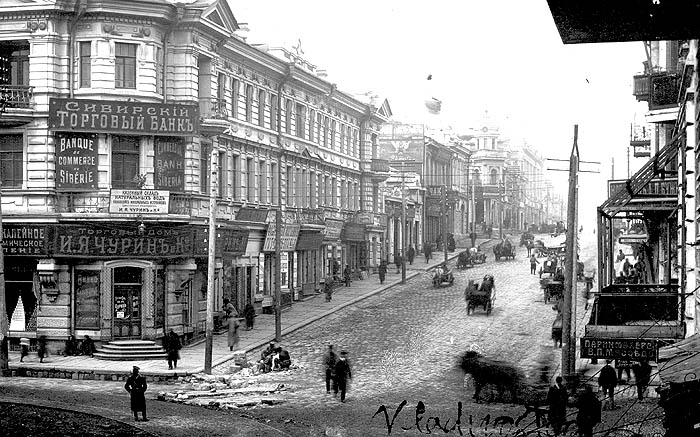
ロシア・ウラジオストク店（往時）
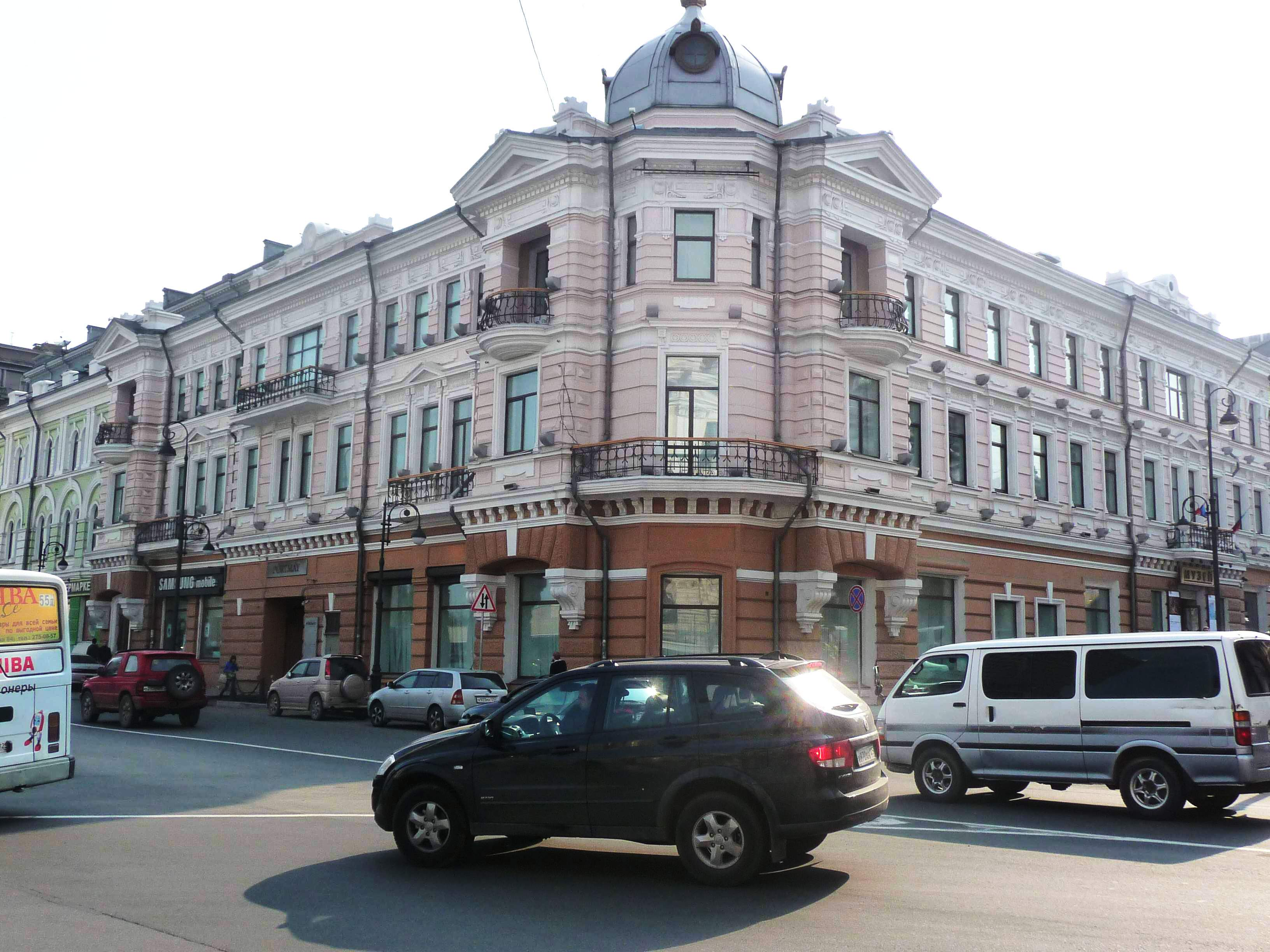
同左（現在）
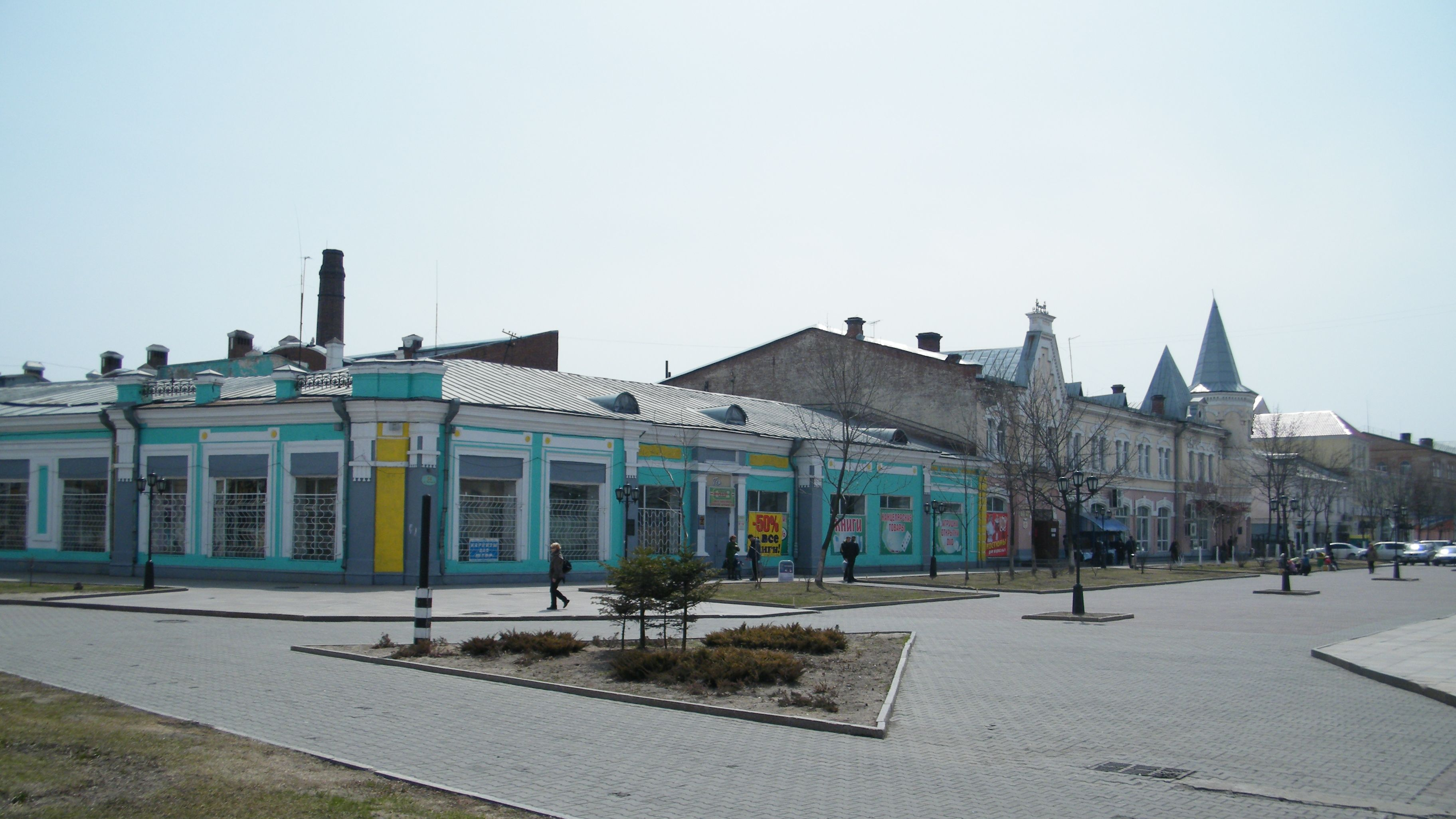
ウスリースク店

第二次大戦を経て、1947年にはソ連の株式会社となり、1953年から中国に返還されて国営となる。文化大革命時期の1966年には「東方紅百科商店」と改名し、1984年には元へ戻った。1996年には上海証券取引所へ上場され、同年大連の大商集団に買われている。 

## 交通
ハルビン地下鉄1号線・2号線の博物館駅で下車。

## 商品
ハルビン最大の百貨店なのでほぼ何でも売っているが、特に食料品が有名である。観光客もハルビン名物のロシア式ソーセージ（紅腸）、ロシア式黒パン（大列巴）（中国式に砂糖が入っていて少し甘い） などのお土産をここで買う人もあり、これら二品は遼寧省大連などの中国東北部の大都市へ送って売ってもいる。

## 支店
吉林省吉林市に秋林支店がある。大連の中心街にも、もと大連三越のビルをピンク色に塗って大連秋林女店（女性用商品専門店）があったが、これは2016年ごろからもとの薄灰色に塗り直してZARA店に代わっている。

## 参照項目
- ハルビン市